# Ohonkî, Lenine
Ohonkî (în ucraineană Огоньки) este un sat în comuna Celeadinove din raionul Lenine, Republica Autonomă Crimeea, Ucraina.

## Demografie
Componența lingvistică a localității Ohonkî
     Rusă (60,71%)
     Tătară crimeeană (32,86%)
     Ucraineană (4,29%)
     Alte limbi (0,71%)
Conform recensământului din 2001, majoritatea populației localității Ohonkî era vorbitoare de rusă (60,71%), existând în minoritate și vorbitori de tătară crimeeană (32,86%) și ucraineană (4,29%).